# Chiesa di Sant'Ambrogio (Treviso)
La chiesa di Sant'Ambrogio è luogo di culto cattolico che sorge a Sant'Ambrogio di Fiera, sobborgo della città di Treviso.
Si trova a pochi passi dal Sile, presso il grande e caratteristico Prato della Fiera dove ogni anno a ottobre si tiene la celebre Fiera di San Luca. Vicinissima corre la Callalta, antico asse viario che sin dal medioevo collegava Treviso a Oderzo.

## Storia
L'origine e l'identità storica della chiesa sono da ricondurre al porto fluviale sul fiume Sile, a valle della città di Treviso, e all'importante mercato annuale della Fiera di San Luca. Si tenga presente che in origine la chiesa era denominata Ecclesia Sancti Ambrosii de Portu e successivamente Ecclesia Sancti Ambrosij ad Nundinas (o Nundinarum), cioè della Fiera.

### Fondazione
La fondazione della chiesa viene assegnata alla seconda metà del XII secolo. Al 1179 risale infatti il primo documento a noi noto che ne attesta l'esistenza. Fu fatta costruire dal vescovo di Treviso che volle dedicarla al grande vescovo di Milano, Ambrogio, vissuto nel IV secolo.

### I Cavalieri Gerosolimitani
Ben presto la chiesa fu affidata all'Ordine cavalleresco dei frati Gerosolimitani, i futuri Cavalieri di Malta, dietro pagamento di un canone d'affitto. I religiosi, secondo la loro Regola, si dedicavano alla cura e all'assistenza materiale e spirituale di chi era diretto in Terra santa e il porto sul Sile era appunto un luogo d'imbarco per coloro che dovevano raggiungere Venezia e poi salpare per i luoghi santi.
Per ragioni di sicurezza, nel Duecento i Gerosolimitani si trasferirono all'interno delle mura della città presso la porta medievale della Madonna, dove edificarono una chiesa che dedicarono al loro patrono San Giovanni Battista, pur conservando la chiesa di Sant'Ambrogio de Portu come semplice cappella. In quel periodo infatti essa era particolarmente esposta al pericolo di scorrerie e saccheggi ad opera di bande armate o di milizie nemiche, poiché Treviso, che si stava affermando come libero Comune, si trovava spesso in lotta con l'imperatore o i comuni vicini.

### La chiesa e la Fiera di San Luca
Il grande legame con l'annuale Fiera è testimoniato dalle Reformationes del 1317, come riferisce lo storico Angelo Marchesan. Quando il podestà di Treviso arrivava nel grande Prato della Fiera per inaugurare la rinomata fiera trevigiana, con il seguito dei dignitari del Comune e dei gastaldi delle varie corporazioni, le campane di Sant'Ambrogio sonavano a distesa. Al prete della chiesa veniva inoltre chiesto di ospitare nella sua stalla i cavalli del podestà e di provvedere perché le campane scandissero le ore del giorno e della notte in onore dello stesso podestà e del Comune di Treviso.

### Incursioni e saccheggi
Nell'estate del 1380, durante la guerra portata fin sotto le mura di Treviso da Francesco da Carrara il Vecchio, signore di Padova, la chiesa e il campanile vennero quasi demoliti dai suoi uomini che ne utilizzarono i mattoni per innalzare una torre. Questa, detta poi di Sant'Ambrogio, venne eretta sulla riva sinistra del Sile in prossimità del Prato della Fiera, con la funzione di bloccare i collegamenti con Venezia.
All'inizio del Cinquecento, al tempo della guerra contro la Lega di Cambrai (1509-1511), la chiesa venne a trovarsi isolata dalla città che si chiuse dietro possenti mura difensive, conservando solo tre porte e creando attorno a sé la cosiddetta spianata. Eliminata la porta della Madonna che le consentiva un rapporto diretto con la città, la chiesa di Sant'Ambrogio cadde in un miserevole stato di abbandono e di degrado.

### Rinascita
Passato il momento di maggior pericolo, gli abitanti del luogo si organizzarono e provvidero a restaurarla. Ed è proprio a quella rinascita, non solo edilizia, che si deve far risalire l'istituzione della parrocchia di Fiera come realtà pastorale ben definita.
Il 9 settembre 1568 ebbe luogo la visita pastorale del veneziano Giorgio Corner, vescovo di Treviso.
Nel 1643, la prima domenica di settembre, un altro vescovo veneziano, Marco Morosini, la consacrò.
Dopo oltre cinque secoli dalla sua fondazione, la chiesa era ritenuta ormai inadeguata nella funzione e superata dal punto di vista estetico. Si decise quindi di demolirla e di sostituirla con un nuovo edificio. Il progetto fu affidato al prete-architetto Matteo Pagnossin (1633 circa-1712), prebendato della cattedrale di Treviso. I lavori iniziarono nel 1710 e si conclusero dodici anni dopo.
Inalterata fino alla metà dell'Ottocento, negli anni Cinquanta si intervenne sulla sacrestia, elevandola di un piano. All'inizio del XX secolo, sul lato sinistro della chiesa fu aperta una cappella e fu aggiunto al presbiterio un corpo curvilineo di considerevoli dimensioni, detto retrocoro.
In uno di questi interventi vennero rimosse le pietre tombali che secondo l'uso antichissimo si trovavano anche all'interno dell'edificio sacro. L'unica giunta fino a noi è quella della giovane contessa friulana Marianna Còncina, meglio conosciuta come la Monaca del Sile, che si trova ora all'esterno della chiesa.

## Descrizione

### Esterno
La chiesa e il campanile, che s'innalza tra il corpo principale dell'edificio e il presbiterio, formano un solo organismo semplice ma armonioso. La struttura architettonica della chiesa si inserisce nel solco fecondissimo della tradizione palladiana che Matteo Pagnossin traduce qui in forme dimesse ma di grande equilibrio e rigore compositivo. Chi guarda la facciata dal piazzale antistante vede emergere sullo spiovente sinistro del frontone la parte superiore del campanile, costituita dalla cella campanaria ad archi sormontata da un tamburo ottagonale che fa da base a un cupolino barocco a bulbo o a cipolla.

### Interno
L'interno è formato da un'unica aula rettangolare che si conclude con un profondo presbiterio, pure rettangolare, cui si accede salendo due gradini in pietra grigia e passando tra due balaustre in marmo rosso di Verona.
Le pareti della navata sono ornate da alte lesene con capitelli ionici. Tra gli intercolumni delle due pareti lunghe sono inseriti leggeri archi con chiave di volta che sostengono la trabeazione sulla quale si imposta l'ampio soffitto a volta, reso più arioso ed elegante dalle vele di raccordo ai finestroni semicircolari e al grande arco centrale.
Ai lati dell'arco centrale vi sono due altari barocchi aggiunti attorno al 1740.
Il presbiterio è un esempio di equilibrio in cui ispirazione classica e gusto barocco convivono armoniosamente. L'altar maggiore in marmi policromi è sormontato dalla bianca scultura in marmo del Cristo risorto, mentre due pregevolissimi angeli in marmo di Carrara, di Giovanni Marchiori sono collocati alle estremità dell'altare.
Sopra l'altar maggiore una grande edicola marmorea incornicia la pala del 1610 di Bartolomeo Orioli: in essa è raffigurato il santo titolare della chiesa Ambrogio, affiancato dai due santi compatroni Giovanni Battista e l'evangelista Luca. La presenza del Battista ricorda l'antica appartenenza dell'edificio sacro all'Ordine dei Cavalieri Gerosolimitani, il cui patrono era appunto San Giovanni Battista. Invece la figura di San Luca testimonia il plurisecolare legame che ancor oggi unisce la chiesa alla grande fiera trevigiana.
Ai due lati del presbiterio, due vaste tele di Giuseppe Diziani (1732-1803) rappresentano importanti episodi della vita di Sant' Ambrogio (L'acclamazione di Sant'Ambrogio vescovo e Il battesimo di Sant'Agostino).
Il soffitto del presbiterio è come squarciato dall'affresco, di chiara ascendenza tiepolesca, attribuito concordemente al veneziano Giambattista Canal (1745-1825) e realizzato con la tecnica del trompe l'oeil, il cui effetto è appunto quello di dilatare lo spazio dell'architettura reale nella quale il dipinto è inserito. Esso rappresenta le Tre virtù teologali.
Nella navata gli affreschi alle pareti sono opera del veneziano Sebastiano Santi (1789-1866), pittore neoclassico straordinariamente prolifico e apprezzato dai contemporanei. Dell'affresco del soffitto, non è noto l'autore, ma è probabile che si tratti dello stesso Santi.
Nella parete sinistra si apre la cappella aggiunta nei primi anni del Novecento. Essa ospita una statua lignea raffigurante la Madonna col Bambino di Giacomo Vincenzo Mussner, copia di una statua in pietra che abbellisce l'altare della piccola chiesa "del Paradiso" nel vicino borgo di Porto di Fiera.
Una delle opere più pregevoli è il fonte battesimale: risale al XV secolo e apparteneva alla chiesa primitiva. È un prezioso testimone dell'avvenuta trasformazione da semplice cappella in chiesa parrocchiale.

#### Organo a canne
Sulla cantoria in controfacciata, si trova un organo a canne costruito da Gaetano Callido nel 1779. Racchiuso all'interno di una sobria cassa armonica in stile neoclassico, presenta una mostra composta da 27 canne di principale disposte in cuspide unica con ali laterali. La consolle è a finestra ed ha un'unica tastiera di 45 note con prima ottava scavezza e una pedaliera a leggio con prima ottava scavezza.